# Melody of the Plains

Melody of the Plains est un western américain réalisé par Sam Newfield et sorti en 1937.
C'est un remake du film Gun Law sorti en 1933

## Synopsis
La nuit précédant l'arrivée d'un cow-boy et de ses deux amis avec un troupeau de bétail, un d'entre-eux les trahit et aide une bande de voleurs de bétail. Il change d'avis à la dernière minute, mais est tué dans la confusion. Croyant qu'il est responsable de la mort de son ami, le cow-boy et son autre ami trouvent un emploi dans un ranch qui appartient au père du défunt.

## Fiche technique
- Réalisation : Sam Newfield
- Scénario : Bennett Cohen
- Production : Callaghan-Buell Productions
- Photographie : Robert E. Cline
- Musique : Abe Meyer[2]
- Montage : Arthur A. Brooks, William Hess
- Distributeur : Spectrum Pictures
- Durée : 55 minutes
- Date de sortie : 2 avril 1937 (USA)

## Distribution
- Fred Scott : Steve Condon
- Louise Small : Molly Langley
- Al St. John : Fuzzy
- David Sharpe : Bud Langley
- Lafe McKee : Dad Langley
- Bud Jamison : Camp Cook
- Billy Lenhart : Bill Langley
- Slim Whitaker : Cass
- Hal Price : Gorman
- Lew Meehan : Scar
- Carl Mathews : Jenks
- George Fiske : Henchman
- George Morrell : Cowhand